# أنونينيوم
الأنونينيوم هو العنصر ذو العدد الذري 119 ويرمز له بالرمز Uue.